# بی‌هنجاری جنوب اقیانوس اطلس

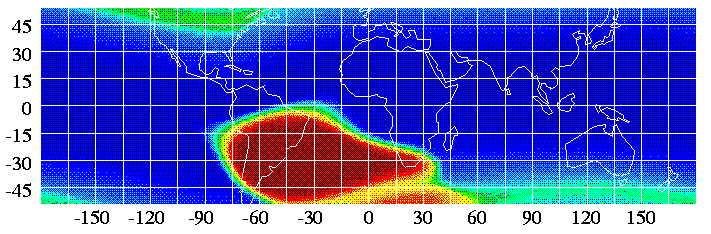
بی‌هنجاری در ارتفاع حدود ۵۶۰ کیلومتر

بی‌هنجاری جنوب اقیانوس اطلس (به انگلیسی: (South Atlantic Anomaly(SAA) منطقه‌ای است که بخش داخلی کمربند وان آلن به کمترین فاصله خود به سطح زمین نزدیک می‌شود و به ارتفاع ۲۰۰ کیلومتر (۱۲۰ مایل) می‌رسد. این وضعیت منجر به افزایش شار ذرات پر انرژی در این منطقه می‌شود و ماهواره‌ها را در معرض سطوح بالاتری از حد معمول تابش این ذرات قرار می‌دهد.
این پدیده ناشی از از ناهم‌مرکزی زمین و دو قطبیهای مغناطیسی آن است. جنوب اقیانوس اطلس (SAA)، همان منطقهٔ نزدیک‌تر زمین است که در آن‌جا میدان مغناطیسی زمینِ آن در ضعیف‌ترین مقدار خود نسبت به مقدار ایده‌آل دوقطبی‌های هم‌مرکز زمین‌محور را داراست.

## تعریف
ناحیهٔ جنوب اقیانوس اطلس (SAA)، به دلیل قرار داشتن در منطقه‌ای که شدت میدان مغناطیسی زمین در آن‌جا کمتر از ۳۲۰۰۰ نانوتسلا در سطح دریا محدود شده که این خود به میدان مغناطیسی دو قطبی در ارتفاعات یونوسفر وابسته است. با این حال، خود میدان نیز از نظر شدت؛ به عنوان یک گرادیان، در تغییر است.